# Городцов Василь Олексійович
Василь Олексійович Городцо́в (рос. Василий Алексеевич Городцов; 11 (23) березня 1860, село Дубровичі Рязанського повіту Рязанської губернії — 3 лютого 1945, Москва) — російський археолог. Заслужений діяч науки РРФСР (з 1943), доктор історичних наук, професор. Вивчав пам'ятки різних епох — від палеоліту до середньовіччя. Склав періодизацію бронзової доби Східної Європи. Провів значні археологічні дослідження на Полтавщині, Харківщині й Донеччині.

## Біографія
Народився в селі Дубровичі (нині село в Рязанській області РФ). Освіту здобув у духовній семінарії й військовому училищі. Закінчив Петербурзький університет. Перебував на військовій службі, після виходу у відставку (1906) зайнявся археологічними дослідженнями.

## Наукова діяльність
Наукова й педагогічна діяльність Городцова пов'язана з Московським історичним музеєм (1903–29), Московським археологічним інститутом (1907–14), Народним університетом А.Шанявського (1915–18), а з 1918 по 1944 — Московським університетом та одночасно з Інститутом матеріальної культури АН СРСР (1930–45). З 1918 року — професор Московського університету. Член Комуністичної партії з 1938. Наукова діяльність ученого є яскравим прикладом успішного поєднання польової практики з важливими теоретичними розробками в археології. Заслугою Городцова є виділення низки археологічних культур бронзової доби (ямної культурно-історичної спільності, катакомбної культурно-історичної спільності, зрубної культурно-історичної спільності), розроблення методики їхнього дослідження, хронології й періодизації, а також періодизація доби бронзи в цілому в Східній Європі. Городцов одним із перших порушив питання про наявність палеолітичних жител, запровадив збирання остеологічного матеріалу при розкопках. Великої ваги набули його дослідження з історії кіммерійців, скіфів та античних держав Північного Причорномор'я. Він започаткував розкопки всесвітньо відомого Більського городища на Полтавщині (1908), що дало змогу вивчати лісостепову культуру землеробського населення «скіфів-орачів» епохи ранньої залізної доби. Городцову належить багато важливих відкриттів у дослідженні слов'янських та давньоруських старожитностей, пам'яток степових кочовиків. Свій польовий досвід учений узагальнив у серії «Керівництво для археологічних розкопок і обробки здобутого матеріалу». Ним запроваджено порівняльно-типологічний метод дослідження археологічного матеріалу, який не втратив свого наукового значення і нині. В Україні Городцов проводив розкопки на Полтавщині, Харківщині, Донеччині.
Автор понад 200 наукових праць, серед яких монографії: «Первобытная археология» (1908), «Бытовая археология» (1910), «Культуры бронзового века в Средней России» (1915), «Археология. Каменный период» (1923), «Типологический метод в археологии» (1927) та інші.
Нагороджений орденом Леніна.
Помер у Москві.